# Concilio de Tiro
Tres concilios regionales o sínodos de la Iglesia Católica fueron realizados en la ciudad de Tiro, en Líbano, y pueden ser llamados Concilio de Tiro. El primero, en 335, fue convocado por el emperador Constantino I y tenía por objetivo deponer a Atanasio de Alejandría. El segundo fue realizado en febrero de 449 y tenía por finalidad analizar la causa de Ibas, obispo de Edesa. Finalmente, en 514 o 515, un tercer sínodo, bajo la presidencia de Severo de Antioquía fue convocado para tratar del anterior Concilio de Calcedonia.

## Primer Concilio de Tiro (335)

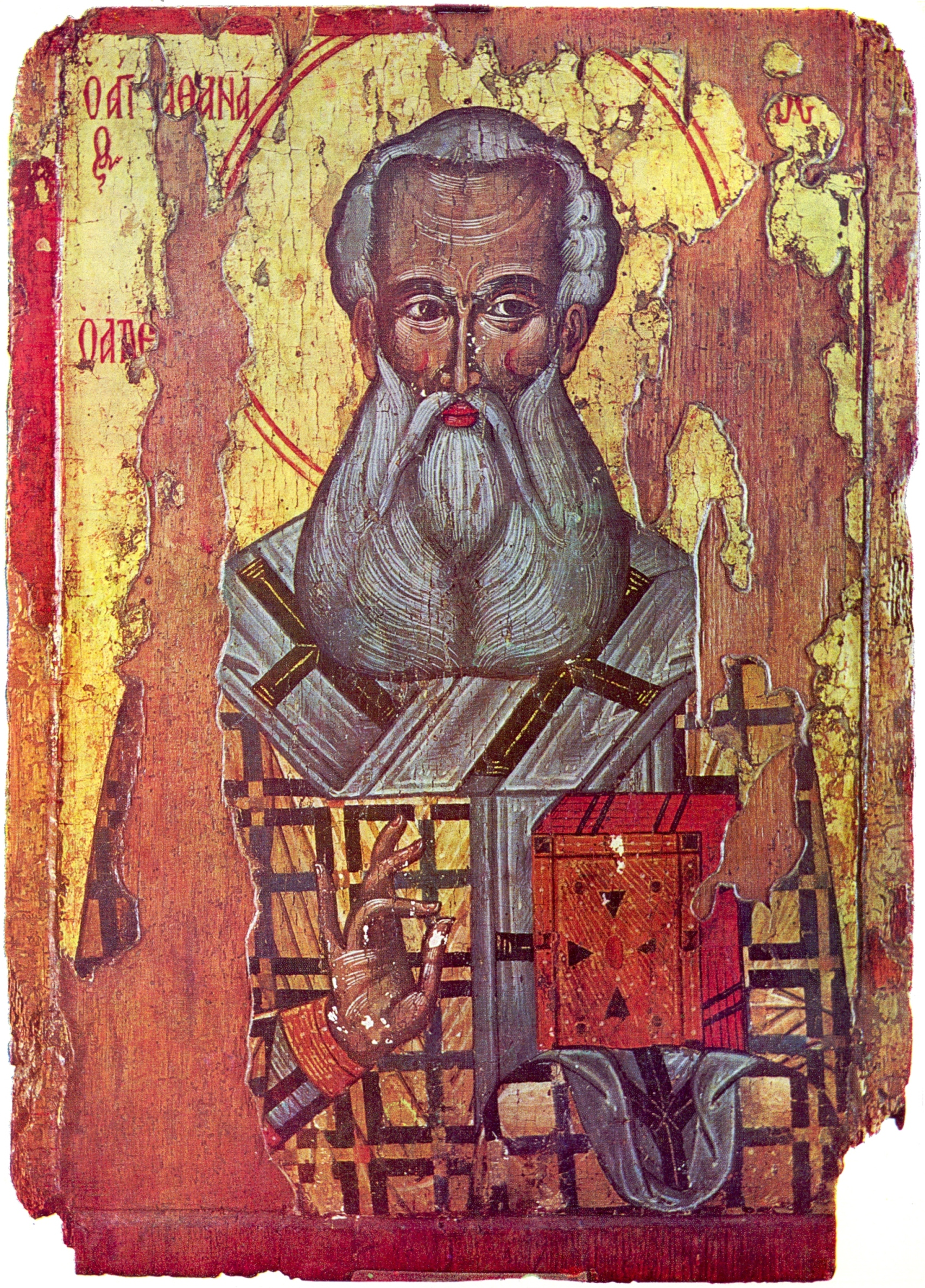
San Atanasio, protagonista del Primer Concilio de Tiro

### Contexto
Atanasio de Alejandría se vio envuelto en los debates cristológicos y trinitarios iniciales del Cristianismo primitivo. Atanasio apoyaba la posición del Primer Concilio de Nicea, lo que lo colocó enfrente de Arrio y sus seguidores.
En 328, Atanasio fue elegido obispo de Alejandría, que también era la ciudad donde Arrio ejercía el sacerdocio. La situación se complicó aún más, pues Atanasio no había cumplido aún la edad de 30 años, mínima para los obispos de la Iglesia.
Después de haber asumido la sede de Alejandría, fue acusado de, entre otras cosas, conducta inmoral, cobro de tasas ilegales al pueblo egipcio, apoyo de rebeldes al trono imperial e incluso de haber asesinado a un obispo, guardando una mano cortada para rituales mágicos. De inmediato, Constantino I quiso que Atanasio readmitiese a Arrio en la Iglesia, algo que él no hizo. En 334, Atanasio fue convocado ante un sínodo en Cesarea y no compareció.

### El Sínodo

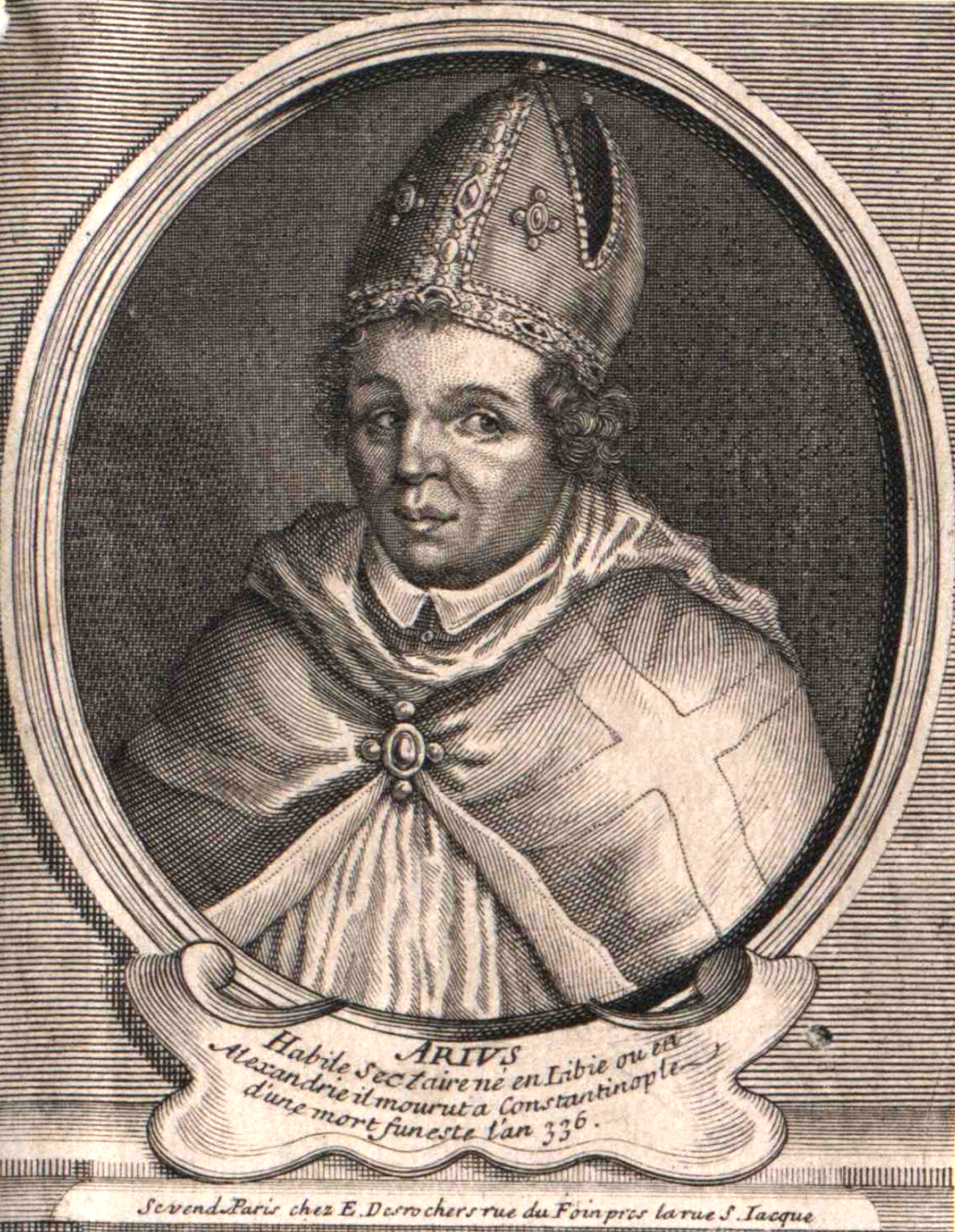
Arrio, fundador del Arrianismo

Mientras un grupo de obispos iba de camino a Jerusalén para concelebrar una nueva iglesia (que sería precursora del Santo Sepulcro), Constantino solicitó de ellos que se reunieran en la ciudad de Tiro, en Líbano, para considerar el caso contra Atanasio. El emperador también envió una carta a Atanasio, dejando claro que si no comparecía voluntariamente, sería llevado al sínodo a la fuerza.
Eusebio de Cesarea presidió los trabajos y aproximadamente 310 miembros comparecieron, inclusive algunos aliados suyos y con las mismas ideas arrianas, como por ejemplo Eusebio de Nicomedia, Teognis de Nicea, Maris de Calcedonia, Macedonio de Mopsuestia, Ursacio de Singiduno, Valente de Murcia, Teodoro Stratelates, Patrófilo de Citópolis, y otros. Entre los prelados que no se apuntaron a ningún partido estaban Máximo de Jerusalén (alegaba haber sido engañado, según Sócrates de Constantinopla), Alejandro de Tesalónica y Marcelo de Ancira. Esta vez, Atanasio compareció y llegó con cuarenta y ocho obispos egipcios. El sínodo condenó a Atanasio, que huyó hacia Constantinopla y se enfrentó al emperador personalmente. Además, Arrio y sus seguidores fueron readmitidos.

### Resultado del Sínodo
En una audiencia y en presencia del emperador, Atanasio fue declarado inocente de todas las acusaciones, excepto una, la de amenazar con cortar el suministro de granos de Egipto hacia Constantinopla. Esta acusación fue suficiente para su exilio a Tréveris (en la provincia romana de la Galia). Atanasio no retornó de su exilio hasta la muerte de Constantino, en 337.
El arrianismo triunfante en este sínodo fue, a continuación, revertido por el Primer Concilio de Constantinopla (381).

## Segundo Concilio de Tiro (449)
Ibas, obispo de Edesa, fue acusado por los clérigos de su iglesia y absuelto en este concilio. Esta sentencia tuvo graves consecuencias en el futuro, como el Concilio de Calcedonia y, especialmente, en la controversia de los Tres Capítulos, durante el Segundo Concilio de Constantinopla (553).

## Tercer Concilio de Tiro (514 o 515)
Bajo la presidencia de Severo, Patriarca de Antioquía, y de Filoxeno, obispo metropolitano de Hierápolis, el concilio reunió a obispos de diversas provincias orientales y rechazó el Concilio de Calcedonia. El Henotikon del emperador Zenón I, que tenía un objetivo conciliador, fue explicado de una forma opuesta en el citado concilio.